# Last Call (roman)
Last Call este un roman fantastic al scriitorului american Tim Powers. A fost publicat de William Morrow & Co în 1992. Este prima carte dintr-o trilogie denumită Fault Lines; a doua carte, Expiration Date (1995), este vag legată de Last Call, a treia carte, Earthquake Weather (1997), este o continuare a primelor două cărți. 

## Teme majore
La fel ca multe dintre romanele lui Powers, Last Call prezintă un sistem magic detaliat, bazat aici pe tarotul divinatoriu, și se bazează pe evenimente și personaje legendare sau istorice, în acest caz Bugsy Siegel și dezvoltarea cazinourilor din Las Vegas, precum și legenda Fisher King (Regele Pește). Powers utilizează aici poezia Țara pierdută a lui TS Eliot, care cuprinde și legenda Regelui Pește. 

## Premii
Last Call  a câștigat premiul World Fantasy pentru cel mai bun roman și premiul Locus pentru cel mai bun roman fantastic în 1993.